# Kjell Rodian
Kjell Åkerstrøm Hansen Rodian (født 30. juni 1942, død 29. december 2007) var en dansk cykelrytter, der vandt individuelt sølv i landevejsløbet ved OL 1964 i Tokyo.

## Karriere
Rodian kørte for ABC i København, og han var blandt Danmarks bedste landevejsryttere i begyndelsen af 1960'erne. Således var han med til at blive nordisk mester i 100 km holdkørsel i 1964, lige som han vandt det individuelle nordiske mesterskab. Han blev udtaget til OL i Tokyo samme år, hvor han stillede op i det individuelle landevejsløb. Dette løb blev kørt på en ikke alt for udfordrende strækning på 195 km, og 107 af de 132 startende ryttere gennemførte løbet; heraf kom 99 af rytterne til mål i én gruppe. På slutstrækningen fik Rodian og italienske Mario Zanin trukket en smule fra, og løbet blev afgjort i en spurt mellem disse to. Her var Zanin hurtigst og fik guld, mens Rodian, noget overraskende, fik sølv, og belgiske Walter Godefroot var hurtigst i massespurten ti sekunder senere og sikrede sig bronze.
Efter OL trak Rodian sig tilbage i ni år og vendte derefter tilbage og kørte fredsløbet i 1973-1975. I 1974 blev han nummer to i individuelt forfølgelsesløb på bane og nummer tre i enkeltstart på landevej ved danmarksmesterskaberne.